# Strasburg (Uckermark)
 Ikke at forveksle med Strasbourg.
Strasburg er en amtsfri by og kommune i det nordøstlige Tyskland, beliggende i landskabet Uckermark under Landkreis Vorpommern-Greifswald. Landkreis Vorpommern-Greifswald ligger i delstaten Mecklenburg-Vorpommern.

## Geografi
Strasburg er beliggende i Mecklenburg-Vorpommerns sydøstlige del, nær grænsen til delstaten Brandenburg. Morænelandskabet i kommunen har en gennemsnitlig højde på 60-100 m.o.h. men i den nordlige del af kommunen når bakkerne Brohmer Berge en højde på 133 meter. Videre mod nord falder landskabet til Galenbecker See og Friedländer Große Wiese, som er nede ved havets overflade. Bortset fra et par mindre søer uden afløb, som Demenzsee, afvandes bække og grøfter via Mühlbach mod floden Uecker. De nærmeste større byer er Pasewalk og Prenzlau, bycenteret Neubrandenburg og storbyen Stettin i Polen, i hvis metropolregion Strasburg ligger.
Til Strasburg hører landsbyerne Gehren, Neuensund og Schwarzensee med bebyggelserne Klepelshagen og Rosenthal.
Andre bebyggelser er:
Boldshof, Burgwall, Glantzhof, Karlsburg, Karlsfelde, Klepelshagen, Köhnshof, Lauenhagen, Linchenshöh, Ludwigsthal, Luisenburg, Louisfelde, Marienfelde, Muchowshof, Ottilienau, Ravensmühle, Schneidershof, Schönburg, Rosenthal, Schwarzensee-Siedlung, Wilhelmsburg, Wilhelmslust, Ziegelhausen, Zimmermannsmühle.

### Nabokommuner
Nabokopmmuner er (med uret fra nord): Heinrichswalde, Rothemühl, Uckerland, Mildenitz, Groß Miltzow, Schönhausen og Galenbeck.

## Trafik
Byen var tidligere en preussisk grænsebanegård på jernbanen Bützow–Stettin og har i dag et stop på regionalbane- og regionaleksprestog fra Deutschen Bahn AG. Fra banegården i Strasburg udgik også de nu nedlagte jernbaner til Neustrelitz og Prenzlau.
Motorvejen Bundesautobahn 20 fører lige forbi Strasburg og har en tilkørsel fire kilometer væk. Byen ligger også ved Bundesstraße B 104 fra Neubrandenburg mod Stettin.